# Willi Blank
Willi Blank (* 1920) war ein deutscher Akkordeonspieler. Der kriegsblinde Musiker war häufiger Gast im Rundfunk der 1950er-Jahre, trat zumeist als Solist oder im Duo mit seiner Tochter Elke Blank auf und hatte ein überwiegend volkstümliches Repertoire. 

## Leben
Er begann ein Maschinenbaustudium, das er aufgrund seiner Einberufung zur Luftwaffe 1940 im Zweiten Weltkrieg nicht abschließen konnte. 1944 wurde er als Kriegsblinder entlassen. Da sein Haus in Pforzheim ebenfalls dem Krieg zum Opfer fiel, kam er als „Evakuierter“ nach Wurmberg, wo er blieb. 
Er hatte bereits als Kind das Harmonikaspiel erlernt und fand auf einem über den Krieg geretteten Instrument Trost. 1948 zählte er zu den Gründern des Harmonikaspielrings Wurmberg und begeisterte als Solist beim Gründungskonzert. 1950 wurde er vom Süddeutschen Rundfunk erstmals zu Tonaufnahmen verpflichtet, es folgten viele weitere ab dem Folgejahr. Durch die häufig in die Morgenkonzerte eingestreuten Aufnahmen wurde er einem größeren Publikum bekannt, ohne dass das Publikum von seiner Erblindung wusste. Aufgrund seiner Begabung erhielt er bald auch internationale Angebote, die er jedoch ausschlug. 
Außer als Solist trat er auch im Duo mit seiner Tochter Elke Blank sowie mit dem ebenfalls kriegsblinden Lautenspieler und Rezitator Hans Ebbecke auf.
In den 1950er- und 1960er-Jahren nahm er an diversen internationalen Handharmonika-Wettbewerben teil, von denen er einige gewinnen konnte. 
1962 zum Professor ernannt, war er Dozent an mehreren Hochschulen. 
Im Dezember 1966 wirkte er bei dem für das Fernsehen aufgezeichneten Weihnachtskonzert des Bundespräsidenten im Schloss Bellevue mit, im Folgejahr erhielt er auf Vorschlag des baden-württembergischen Ministerpräsidenten aus der Hand des Bundespräsidenten das Bundesverdienstkreuz am Bande. 

## Preise, Auszeichnungen, Ehrungen
- Silberne Verdienstmedaille des Deutschen Handharmonika-Verbandes (1952)
- Goldmedaille des Deutschen Fernsehens (1955)
- Gewinn der Europäischen Akkordeonmeisterschaft in Antwerpen und Grand Prix der Königin von Belgien (1956)
- Zweifacher Akkordeon-Weltbester bei der Meisterschaft in Leuwen (1960)
- Ernennung zum Professor der königlichen Art de l'Accordeon (1962)
- Zweifacher Champion du Monde in Wavre/Brüssel (1963)
- Ehrenpreis der Deutschen Botschaft in Belgien und der Tageszeitung „Le Soire“ (1963)
- Bundesverdienstkreuz am Bande (1967)
- Deutsche Volksmusikmedaille in Gold (1967)
- Bundesverdienstkreuz 1. Klasse (1981)

## Veröffentlichungen
- Mit tanzende Finger rund um die Harmonika (LP, 1972)